# Walter Márquez
Walter Márquez Rondón (Abejales, Táchira, Venezuela, 1 de enero de 1951) es un político venezolano.

## Carrera
Sirvió como diputado a la Asamblea Nacional de Venezuela y entre 1999 y 2004 como embajador de Venezuela en la India, durante la presidencia de Hugo Chávez. Actualmente es el director del Comité Internacional Contra la Impunidad en Venezuela (CICIVEN) y presidente de la Fundación El Amparo, ha realizado diversas denuncias de violaciones a los derechos humanos en Venezuela, particularmente durante la gestión de Nicolás Maduro. El 11 de octubre de 2022  denunció que existe un retardo procesal después de transcurrir un plazo razonable en la Sala 1 de Asuntos Preliminares de la   Corte Penal Internacional, órgano de consulta que designó como ponente a la magistrada mexicana María del Socorro Flores, sobre el caso que seguía el fiscal Karim Khan contra el gobierno de Nicolás Maduro.

## Vida personal
Walter Márquez padeció de poliomielitis a solo meses de haber nacido, por lo que como consecuencia debe utilizar una silla de ruedas para trasladarse.